# Ampud fia Mihály
Ampud fia Mihály a 13. században élt magyar főúr, aki II. András király uralkodásának idejében, 1224-ben szlavón bán volt.

## Családja
Mihály befolyásos nemesi családban született, amelynek a Dráva folyón túl, Szlavóniában voltak földbirtokaik. Apai nagyapja I. Ampud képzett hadvezér volt, aki III. István és III. Béla királyok uralkodása alatt szlavón bánként és magyar nádorként szolgált. Mihály egyike volt az 1199-ben Szolnok vármegye ispáni székét betöltő II. Ampud három fiának, anyja pedig III. Bertholdnak Andechs grófjának, Isztria őrgrófjának azonosítatlan nevű lánya volt. Az anyai ágon keresztül Mihály első unokatestvére volt Merániai Gertrúdnak, IV. Berthold merániai herceg lányának és II. András király hitvesének.  Mihálynak két testvére volt. Bátyja, Dénes az 1210-es évektől András egyik legmeghatározóbb bizalmasa, és a király gazdasági reformjainak kulcsfigurája volt. Lőrinc pedig ugyanebben az időszakban Szlavóniában, Zágráb vármegyében töltötte be az ispáni széket Kálmán herceg szolgálatában. Mihálynak nem ismert, hogy felesége vagy leszármazottja lett volna.

## Élete
Annak ellenére, hogy rokonságát II. András hűséges híveinek tartották, Mihály a király fiának, Béla hercegnek a szolgálatába állt, aki sokáig ellenezte apja gazdaságpolitikáját, és uralkodása alatt András belső ellenzékeként működött.  II. Andrást arra kényszerítette, hogy országát ossza meg fiával és örökösével, akit 1220-ban Szlavónia hercegévé tett meg. Mihály 1224-ben szlavón bánként szolgált, és e minőségében tanúként szerepelt egy Béla herceg által kiadott oklevélben, melyben nemességet adományozott a Vas megyei Boba néhány lakosának. Mihályt még az év végén a Ják nembeli Márton váltotta a báni székben. 1225-ben Somogy vármegye ispánjaként említik, mely terület akkor ugyancsak Béla hercegségéhez tartozott.
András király 1226-ban Bélát Szlavóniából Erdélybe helyezte át, ahova Mihály is elkísérte. 1229 és 1231 között pohárnokmesterként szolgált a hercegi udvarban. Mihály ezután elhagyta Béla hűségét, és valamikor 1231 és 1233 között hűséget esküdött II. Andrásnak. Ebben az is közrejátszhatott, hogy ebben az időben bátyja, Dénes viselte a nádori méltóságot, ez idő alatt a legmagasabb udvari tisztséget. Ekkor a közép-magyarországi Fejér vármegye ispánjává tette meg a király, mely tisztséget 1233-tól 1234-ig töltött be. A váltással azonban rossz döntést hozott, mert Béla herceg gyakorlatilag még beteg apja halála előtt, 1234 végén vagy 1235 elején átvette az ország irányítását, és Dénest is megfosztotta hivatalától. Mihályt szintén Béla bizalmasa, Lőrinc váltotta az ispáni poszton. II. András 1235 szeptemberében halt meg. Közvetlenül koronázása után IV. Béla elbocsátotta és megbüntette néhai apja legközelebbi tanácsadóit, így Dénest is megvakították és bebörtönözték. Mihály 1234 után eltűnik a forrásokból lehet, hogy ő is testvére sorsában osztozott. IV. Béla, aki egy okiratban hűtlennek nevezte egykori bizalmasát 1237 júniusában az újonnan alapított bélakúti apátság (a mai Pétervárad közelében) ciszterci szerzeteseinek adományozta Mihály korábban elkobzott szerémségi batai birtokát. 

## Fordítás
Ez a szócikk részben vagy egészben  a   Michael, son of Ampud című angol Wikipédia-szócikk ezen változatának fordításán alapul.  Az eredeti cikk szerkesztőit annak laptörténete sorolja fel. Ez a jelzés csupán a megfogalmazás eredetét és a szerzői jogokat jelzi, nem szolgál a cikkben szereplő információk forrásmegjelöléseként.